# Ali-Reza Pahlavi (1966-2011)
Pour les articles homonymes, voir Ali-Reza Pahlavi.
Titre
Héritier présomptif du trône d'Iran
27 juillet 1980 – 4 janvier 2011
(30 ans, 5 mois et 8 jours)
Ali-Reza Pahlavi, né le 28 avril 1966 à Téhéran et mort le 4 janvier 2011 à Boston, est un prince iranien de la dynastie impériale Pahlavi et le plus jeune fils du dernier chah d'Iran et de sa troisième épouse l'impératrice Farah. Il était deuxième dans l'ordre de succession au trône perse, dit « trône du Paon », avant sa disparition.

## Biographie

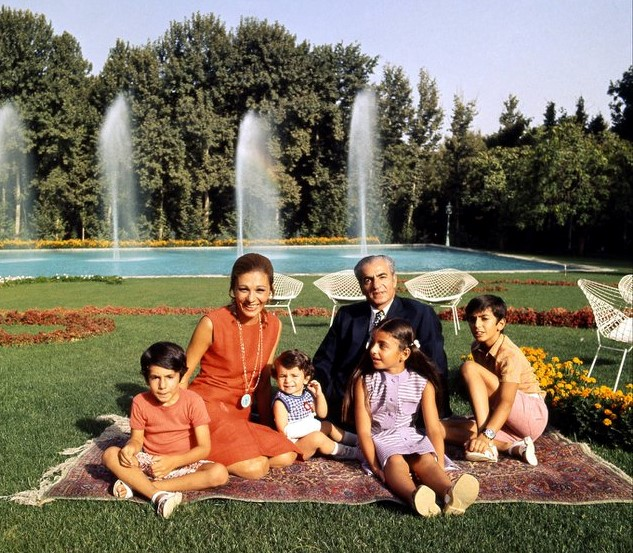
Ali-Reza à gauche de sa mère en 1973, lors d'une pause de la famille impériale d'Iran.

Le prince Ali-Reza est le frère cadet de Reza Pahlavi, prince impérial, actuel chef de la Maison impériale des Pahlavi et empereur d'Iran de jure. Il est également le frère des princesses Farahnaz et Leila, ainsi que le demi-frère de la princesse Shahnaz.
Le prince Ali-Reza Pahlavi est prince héritier présomptif de 1980 à sa disparition. Il est diplômé des universités de Princeton et Harvard. Il a fait l'une de ses rares apparitions publiques en 2005 lors des funérailles du prince Rainier de Monaco à Monte-Carlo, aux côtés de sa mère Farah Diba.
Après une longue période de dépression, à la suite de la mort de sa sœur Leila et aussi à cause de son exil qui lui fait perdre ses repères et une grande partie de son identité, le 4 janvier 2011, il met fin à ses jours par arme à feu dans son appartement du South End (Boston) (141 West Newton Street),. Le chef de la maison impériale d'Iran, son frère aîné Reza Pahlavi, annonce par communiqué la naissance le 26 juillet 2011 d'Iryana Leila, fille naturelle posthume de son défunt frère, et de Raha Didevar. Cette enfant ne fait pas partie de la dynastie, ses parents ne s'étant pas mariés.
Le prince Ali-Reza, dans un testament rédigé plusieurs années avant sa mort, a souhaité que ses cendres soient dispersées dans la mer Caspienne, au nord de l'Iran, d'où est originaire la dynastie des Pahlavi.